# Richmond (ort i Australien, New South Wales)
Richmond är en ort i Australien. Den ligger i kommunen Hawkesbury och delstaten New South Wales, i den sydöstra delen av landet, omkring 51 kilometer nordväst om delstatshuvudstaden Sydney. Antalet invånare är 5 560.
Närmaste större samhälle är Quakers Hill, omkring 19 kilometer sydost om Richmond.
Trakten runt Richmond består till största delen av jordbruksmark. Runt Richmond är det tätbefolkat, med 343 invånare per kvadratkilometer. Genomsnittlig årsnederbörd är 1 267 millimeter. Den regnigaste månaden är februari, med i genomsnitt 216 mm nederbörd, och den torraste är juli, med 25 mm nederbörd.